# Palivere
Palivere (Duits: Pallifer) is een plaats in de Estlandse gemeente Lääne-Nigula, provincie Läänemaa. De plaats heeft de status van groter dorp of vlek (Estisch: alevik).
Tot in oktober 2013 lag Palivere in de gemeente Taebla. In die maand werd Taebla bij de fusiegemeente Lääne-Nigula gevoegd.

## Bevolking
De vlek had 654 inwoners op 31 december 2011 en 680 inwoners op 31 december 2021.
In 2000 had Palivere nog 1061 inwoners.

## Ligging
Palivere ligt aan de rivier Taebla. De Põhimaantee 9, de weg van Ääsmäe via Haapsalu naar Rohuküla, loopt langs de noordgrens van de plaats.
In de plaats staan twee monumentale bomen, een Zweedse lijsterbes (de Palivere pooppuu) met een omtrek van 261 cm en een hoogte van 11 meter en een fladderiep (de Palivere künnapuu of hiiekünnapuu) met een omtrek van 5,7 meter en een hoogte van 10 meter. De iep is beschadigd doordat hij een keer in brand heeft gestaan, maar leeft nog. In de 16e en 17e eeuw zijn offers gebracht bij deze boom. In de grond zijn munten aangetroffen; de oudste dateert uit 1564.

## Geschiedenis
Op een heuvel aan de oever van de Taebla op het grondgebied van Palivere zijn de resten gevonden van een vesting, die in gebruik is geweest tussen de 6e en de 11e eeuw.
In 1414 ontstond een landgoed Pallifer. Het werd in 1493 genoemd als Pallever, in 1586 als Pallefer en in 1716 als Palfer. Het was in handen van de families von Berg, von Lüder en Pilar von Pilchau. De Estse staat, die vanaf 1918 onafhankelijk werd, onteigende het landgoed in 1919. De laatste eigenaar was Woldemar von Hunnius.
Het landhuis van het landgoed, gebouwd in 1845, is bewaard gebleven. Het staat in het dorp Vidruka, ten noorden van Palivere.
De nederzetting Palivere ontstond pas nadat Palivere in 1905 een station gekregen had aan de spoorlijn Keila - Haapsalu. De nederzetting begon te groeien in de jaren twintig van de 20e eeuw en kreeg rond 1970 de status van alevik. In 1995 werd de spoorlijn ingekort tot het traject Keila-Riisipere en werd het station gesloten. Het stationsgebouw bestaat nog en is sinds 2009 in gebruik als jeugdcentrum.

## Foto's

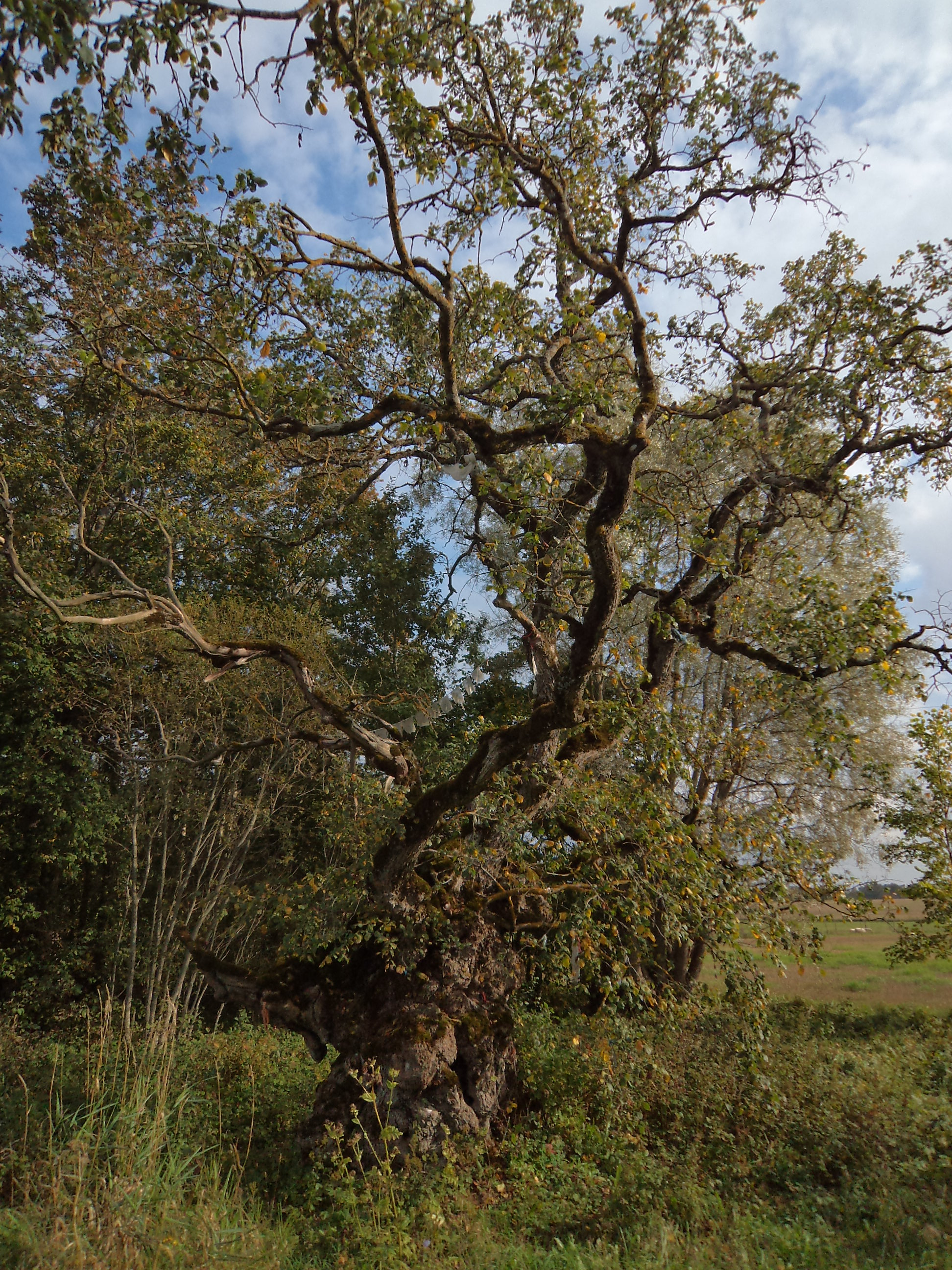
De monumentale fladderiep
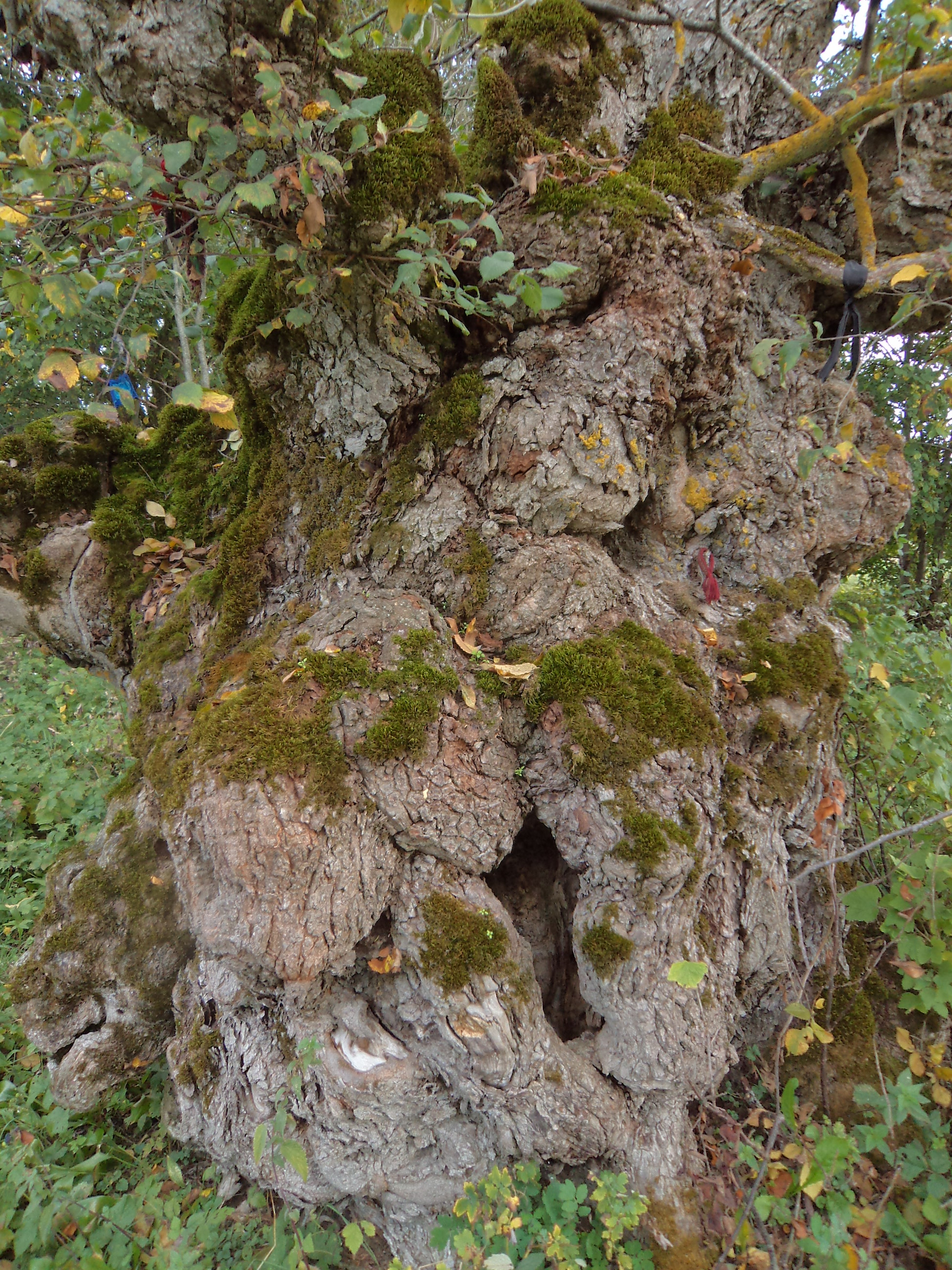
De bast van de fladderiep
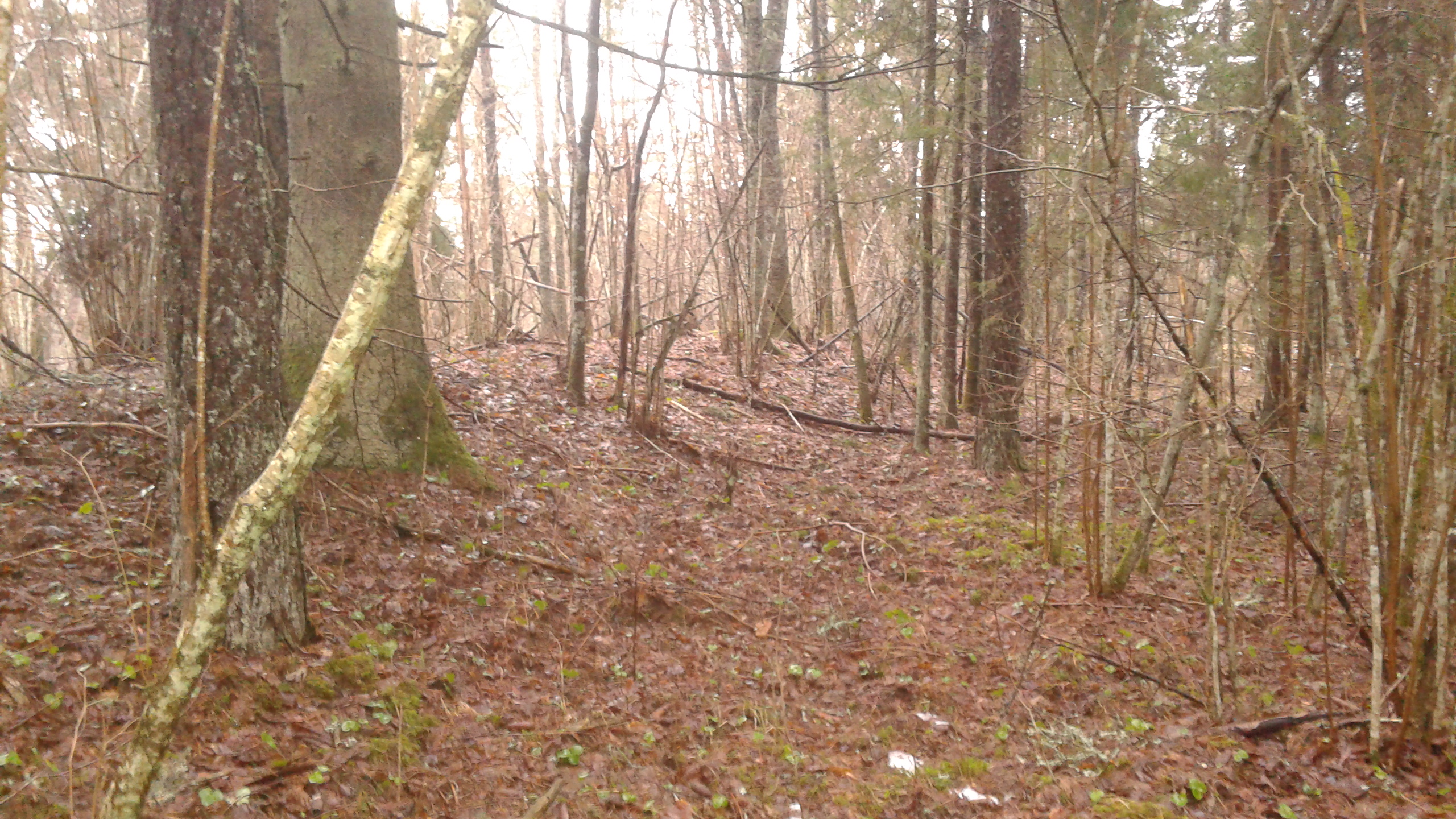
De plaats waar het fort heeft gelegen
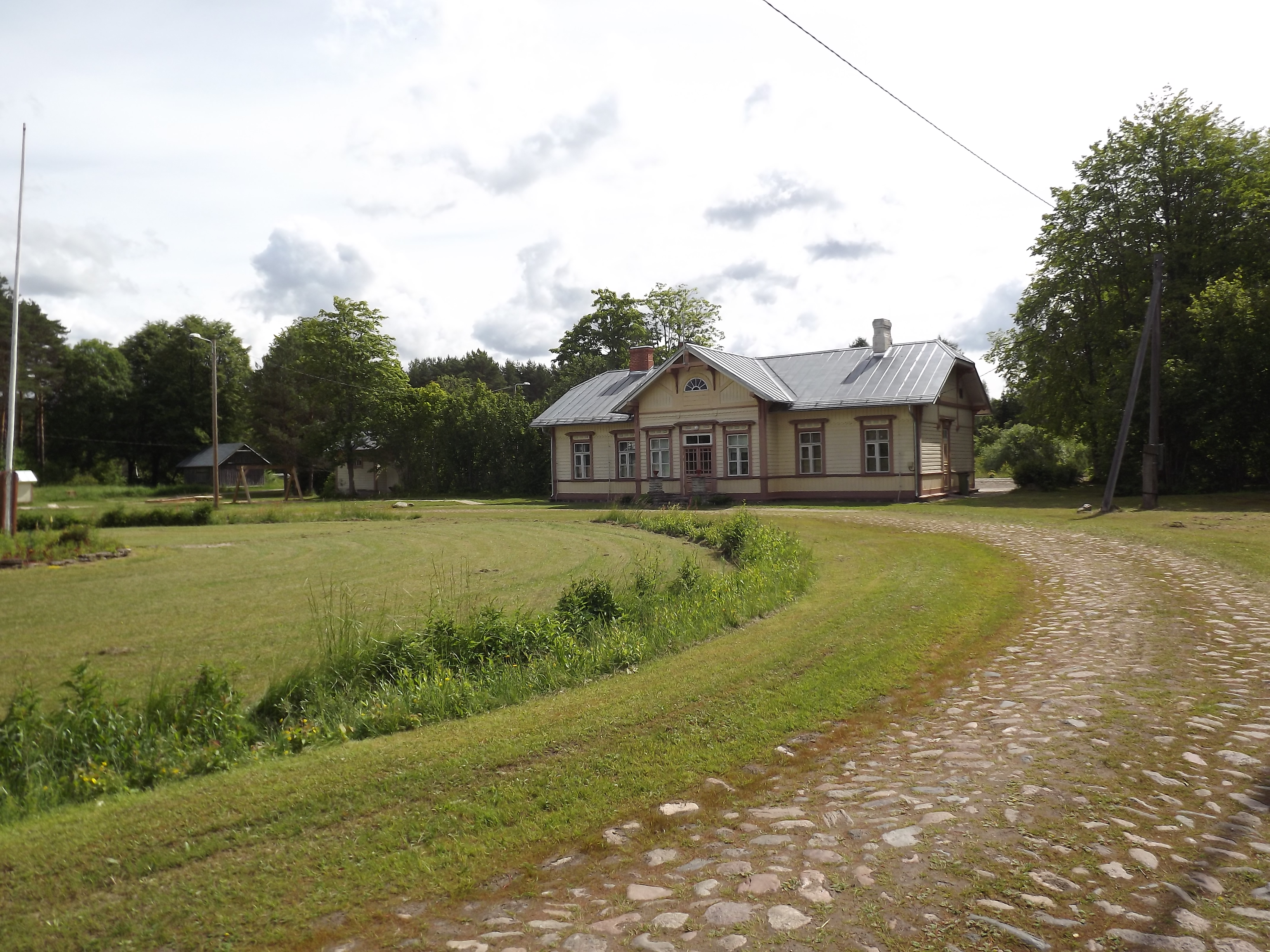
Toegangsweg naar het station
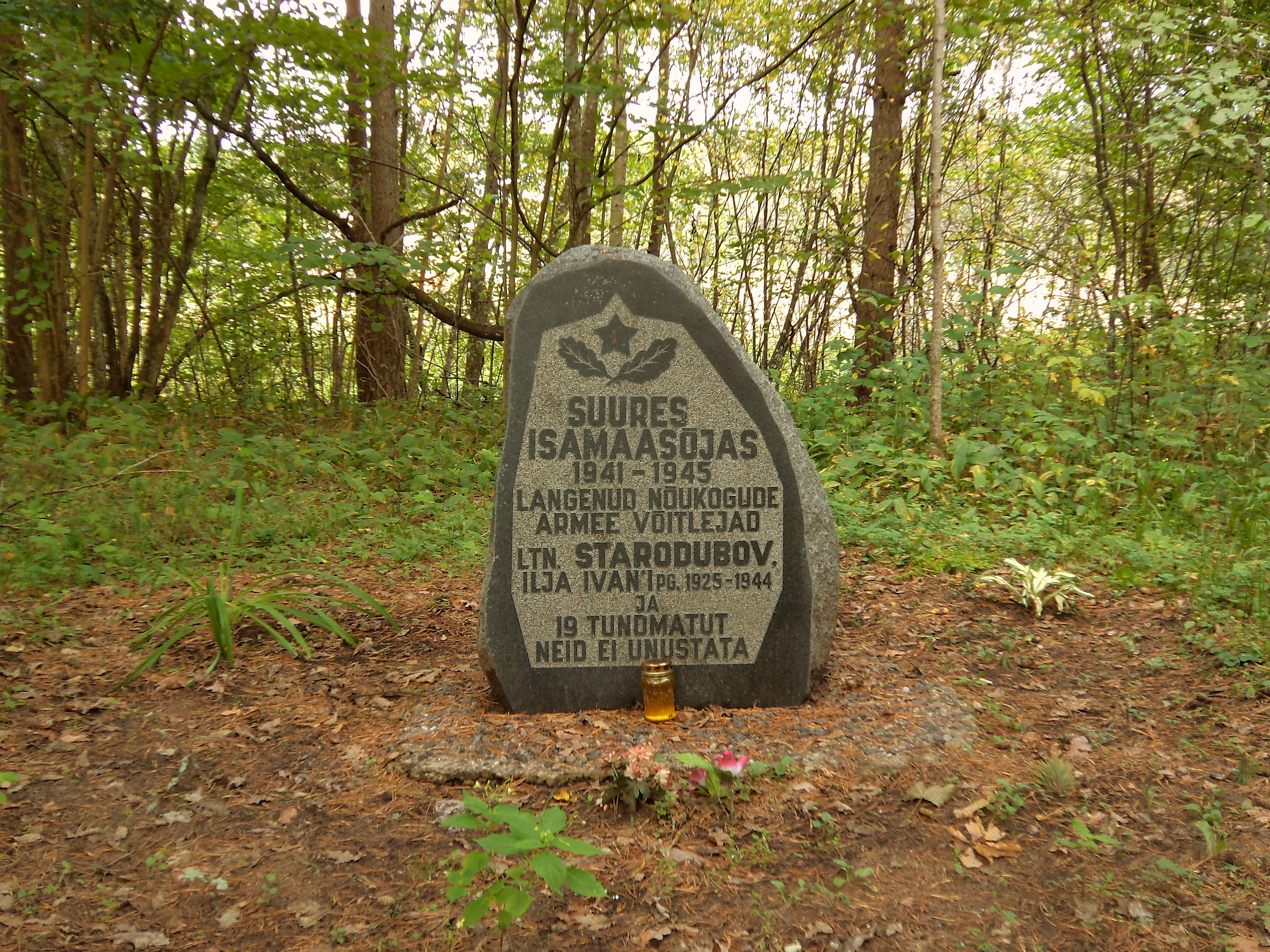
Monument voor luitenant Starodoebov en 19 andere Sovjetmilitairen, omgekomen in de Tweede Wereldoorlog